# William Henry Hunt (Maler)

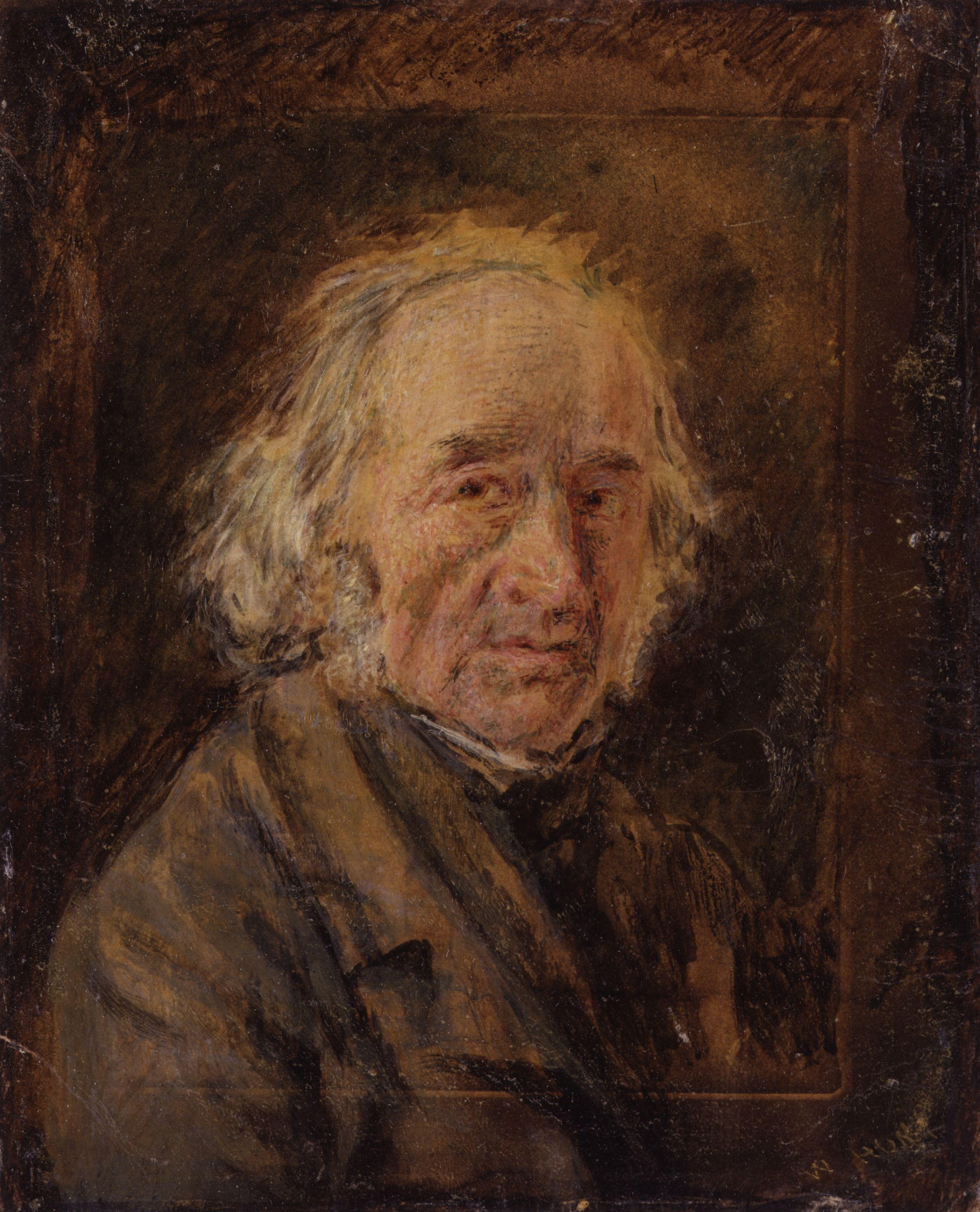
William Henry Hunt: Selbstporträt. National Portrait Gallery, London

William Henry Hunt, auch William Hunt (* 28. März 1790 in London; † 10. Februar 1864 ebenda) war ein englischer Aquarell-, Bildnis-, Genre-, Landschafts- und Stilllebenmaler.

## Leben

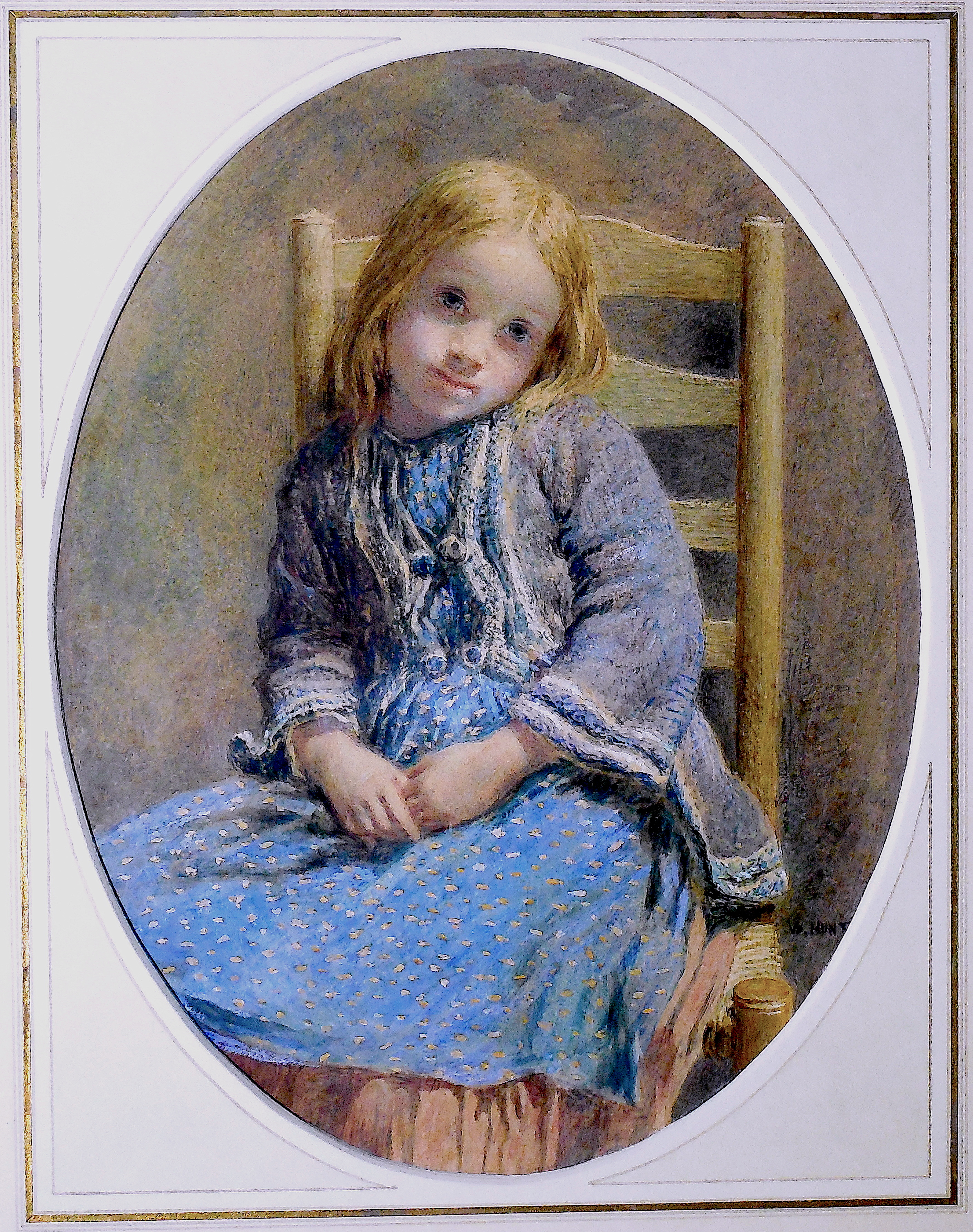
William Henry Hunt: Diffidence, ausgestellt 1854 (Aquarell, Gouache und Gummiarabikum mit Auskratzungen auf Papier)

Hunt war der Sohn eines Blechschmieds John Hunt und dessen Frau Judith (geborene oder verwitwete Holloway, 1760–1842). Er war ein eher kleines, an den Beinen verkrüppeltes Kind und kam im Alter von sieben Jahren zu John Varley (1778–1842) in die Lehre. Gemeinsam mit seinem Mitschüler John Linnell fertigte er Skizzen der Londoner Umgebung und half bei Dekorationsarbeiten im Drury Lane Theatre. Im Jahr 1807 debütierte er mit drei Landschaftsbildern in der Royal Academy of Arts, in die er 1808 aufgenommen wurde. Im Jahr 1809 war er gemeinsam mit Linnell, mit dem er sich angefreundet hatte, in Hastings aktiv. Er stellte anfangs Ölgemälde, ab 1814 aber meist Aquarelle aus.
William Cavandish, Herzog von Devonshire beauftragte ihn mit der Ausmalung der Staatszimmer im Chatsworth House in Derbyshire. Er lernte den Arzt und Kunstsammler Thomas Monro (1759–1833) kennen, der ein Sammler und Förderer junger Aquarellmaler war. In Adelphi Terrace in Bushey erlaubte Monro Hunt sich einige Gemälde von Thomas Girtin, Thomas Gainsborough und William Turner auszuleihen, um diese zu kopieren. Er erhielt auch die Gelegenheit einige dieser Künstler persönlich kennenzulernen. Monro ließ Hunt für einige Zeit bei sich wohnen und zahlte ihm 7 Schilling pro Tag für seine Skizzen nach der Natur. Da er nicht gut zu Fuß war, wurde er auf einem kleinen Karren durch die Gegend geführt, der von einem Esel gezogen und von einem Mann begleitet wurde. Auf einem dieser Ausflüge soll er dem Grafen von Essex vorgestellt worden sein, dessen Landsitz Cassiobury in Hertfordshire nicht weit von Bushey entfernt war. Nach einem anderen Bericht soll es der Graf von Essex gewesen sein, der Hunt dem Arzt vorstellte. Unter Monros Aufsicht fertigte er Skizzen von Cassiobury und aus der Umgebung von. 1814, 1815 und 1819 beteiligte er sich an den Ausstellungen der Oil and Water Colour Society und in den Jahren 1822 bis 1825 stellte er an der Royal Academy of Arts aus. Seine figürlichen Darstellungen von Gärtnern und Wildhütern sowie einige Jagdszenen brachten ihm 1826 die Mitgliedschaft in der Water Colour Society ein, der er bereits seit 1824 als Associate angehörte und wo er seit 1825 regelmäßig an Ausstellungen teilnahm.
Er schuf zahlreiche Werke und so waren zeitweise 20 bis 30 Bilder von ihm in einer Ausstellung vertreten, darunter zumeist Interieurs, Genrebilder, Stillleben und Porträts. Da er seit seiner Jugend kränklich war, kam er innerhalb von rund 30 Jahren immer wieder nach Hastings, wo er viel Zeit verbrachte. 1855 nahm er mit 11 Aquarelle n an der Weltausstellung in Paris teil. Nach seinem Tod wurde das Inventar seines Ateliers und die dort befindlichen Werke am 16. und 17. Mai 1864 bei Christie, Manson and Woods verkauft.

## Familie
Hunt war seit dem 13. September 1830 mit seiner Cousine Sarah (geborene Holloway, * um 1812/1813–1857) verheiratet. Das Paar hatte eine Tochter, die er, ebenso wie seine Ehefrau, auf mehreren Porträts festhielt.
- Emma Hunt (* um 1832– vermutlich vor 1864)

In seinen letzten Lebensjahren wurde sein Haushalt von seiner Schwägerin, Miss Holloway, geführt. Er war gesundheitlich sehr angeschlagen, als er die Aquarellgesellschaft besuchte, um die Zeichnungen zu prüfen, die von Kandidaten für die Wahl als Gesellschafter eingesandt worden waren. Er starb 1864 und wurde auf dem Highgate Cemetery beigesetzt.

## Ehrungen (Auswahl)
- 1856: Ehrenmitgliedschaft an der königlichen Akademie in Amsterdam

## Werke (Auswahl)

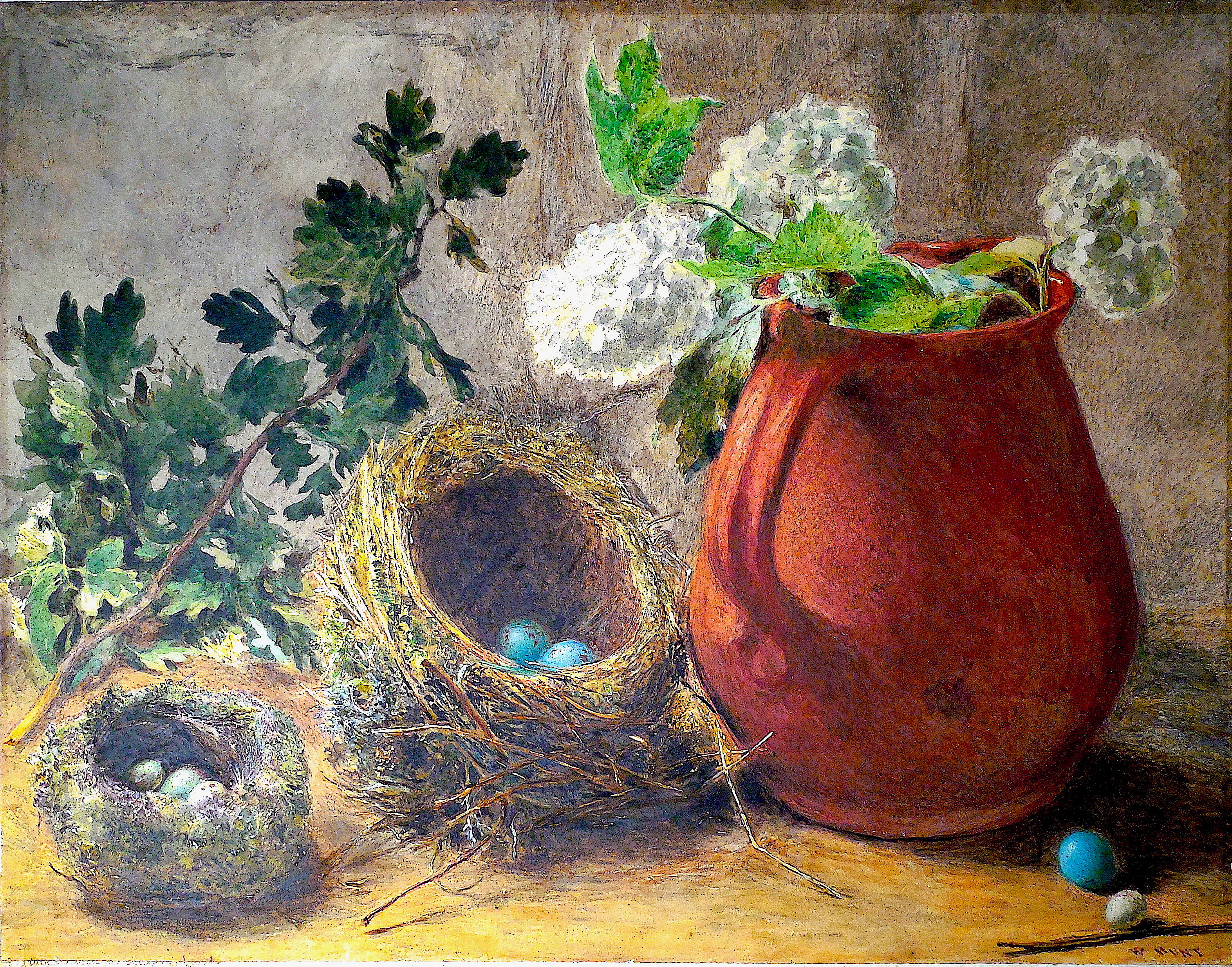
Vogelnest und Blumenstillleben

- 1807: drei Ansichten nahe Hounslow, Reading und Leatherhead
- 1808: Selling Fish
- 1822: Dining Room at Cassiobury
- Too Hot (ein Porridge essender Junge)
- The Eavesdropper
- Roses in a Jar
- 1830–1835: Two Birds’ Nests and Flowers in a jug